# Lill-Marit Bugge
Lill-Marit Bugge, född 2 april 1957 i Kirkenes, Norge, är en norsk-svensk skådespelare.
Bugge har i Sverige sedan 1975 arbetat som skådespelare, pedagog, dramatiker och regissör. Hon fick sitt publika genombrott tillsammans med Anna-Lena Brundin i SVT:s Daily Live 1987 med bland annat sketcherna Nancy och Carina och Marja & Agneta, senare Barbarella Live (1992). Duon hade dessförinnan arbetat som komiker i Berlin. 2010 firade Bugge och Brundin 30 år tillsammans, detta bland annat genom en föreställning: Cool – återkomsten, en DVD: The best of Daily Live och en bok: Marja och Agneta – the true story of love'.
Bugge har skrivit poesi, dramatik, kåserier och debattartiklar. Åren 1990–1991 var hon chefredaktör för den svenska versionen av det erotiska magasinet Cupido, CupidZero.
Lill-Marit Bugge har haft flera utställningar med sina vintagecollage. 
2022 publicerades boken En armé av kvinnor – vintagecollage av Lill-Marit Bugge (Helium Press).